# 杜粲
杜粲（535年—606年8月9日），字世谨，京兆郡杜陵县（今陕西省西安市长安区）人，北周、隋朝官员。

## 生平
杜粲虚龄十五岁时就很了解佛法。大统十年（544年），杜粲被召为国子学生，因为表现突出，考核为上等。北周三年（559年），杜粲加大都督，袭爵始平县开国子，食邑三百户，出任使持节、车骑大将军、仪同三司，仍兼领乡兵。建德四年（575年），杜粲跟随周武帝东征北齐，攻破晋州，平定邺城，因功加上仪同三司，进爵平舒县开国公，获赏奴婢和田宅。建德六年（577年）十月，杜粲跟随郯国公王轨出征淮南，与南陈将领吴明彻交战，杜粲身先士卒，胜利后回到京城，加开府，不久杜粲因为母亲去世而守丧。大象二年（580年），杜粲跟随平定尉迟迥和石逊，因功加上开府仪同三司，增加食邑二百户，总计一千七百户。开皇元年（581年）八月，杜粲出任西道行军总管，跟随行军元帅元谐征讨吐谷浑有功，凯旋后杜粲出任恭弘旭覃芳等六州三镇诸军事、恭州总管，进爵朐山郡开国公，增加食邑一千三百户，总计三千户，又改任叠州总管。当时吐谷浑可汗夸吕在位百年，屡次因为喜怒无常而将太子废掉后杀死，后来的太子害怕被废和受辱，于是谋划将夸吕抓起来，然后向隋朝边境官吏请求出兵。秦州总管河间王杨弘向隋文帝请求出兵，隋文帝不同意。吐谷浑太子的计划泄露了，被夸吕杀死，夸吕又立小儿子嵬王訶为太子，杜粲请求因为吐谷浑内部不和而讨伐他们，隋文帝还是不答应。开皇七年（587年），杜粲又奉命前往幽州监督役夫修筑长城。开皇八年（588年），杜粲出任蕲州刺史，很快转任蕲州总管。开皇九年（589年），杜粲出任杞州刺史，杜粲在杞州施行六条诏书所定的官箴，风化大洽，政通人和。开皇十年（590年），观州遭遇旱灾，百姓饥荒，因为杜粲清正廉平，颇有能干的名声，隋文帝将杜粲调到观州担任刺史，杞州官吏百姓数千人夹道送杜粲出境，杞州又有官吏百姓自发自发捐集财物，替杜粲在州内造九层宝塔，命名为“杜使君灵塔”，为之祈福，用以铭记其忠勇之志、赤诚之心。杜粲到了观州之后，一下车就清理讼狱，正风规俗，普施威惠。观州大旱日久，杜粲就修筑祭坛祈雨。因为人和情顺，感天动地，竟能福至心灵，天降甘霖。经雨水滋润，谷稼丰登，州民获济。开皇十二年（592年），杜粲改任贝州刺史。开皇二十年（600年），杜粲出任杭州刺史，其时杭州的黄雀成灾，伤害庄稼苦了百姓。杜粲一上任后，雀灾敛迹，且再无所害。仁寿二年（602年），杭州改置总管，就以杜粲出任总管。杜粲在杭州劝课农桑，敦崇教义，百姓没有流浪和争斗，乡里中只有读书的声音。大业元年（605年），隋炀帝前往江都，派使者慰劳杜粲。很快隋炀帝又派使者命杜粲也前往江都参与集会，杜粲在途中患病，无法拜见隋炀帝，隋炀帝每每关怀，遣赐名医良药，又派遣使者慰问。大业二年（606年），隋炀帝返回东京洛阳，杜粲接受命令与隋炀帝一起返回，七月一日（606年8月9日），杜粲在豫州河南县去世，虚岁七十二。隋炀帝诏令丧仪除按常规追赠，赗赐丝织品五百匹，还派出使节将杜粲的棺木送回京兆郡故乡。大业三年十一月廿七日（607年12月21日），杜粲与两位夫人合葬于京兆郡大兴县洪原乡邑阳里小陵原。

## 家庭

### 曾祖
- 杜嗣，北魏京兆郡太守[4]

### 祖父
- 杜光，北魏雍州别驾[4]

### 父亲
- 杜合龙，北魏雍州治中、雍州别驾、金紫光禄大夫、弘农郡等五郡太守、散骑常侍、使持节、仪同三司、齐州刺史，赠泾州刺史[4]

### 夫人
- 元氏，原配，封昌隆郡君[4]
- 元氏，继室[4]

### 子女
- 杜正觉，第二子[4]